# Scionomia marginata
Scionomia marginata är en fjärilsart som beskrevs av Matsumura 1925. Scionomia marginata ingår i släktet Scionomia och familjen mätare. Inga underarter finns listade.